# Les Adjots
 Les Adjots  là một xã ở tỉnh Charente phía tây nước Pháp. Xã này có diện tích 10,94 km², dân số năm 1999 là 390 người. Khu vực này có độ cao trung bình 130 mét trên mực nước biển.